# بلین (بازیکن فوتبال)
بلین (انگلیسی: Blin؛ زادهٔ ۱۳ مارس ۱۹۷۹) بازیکن فوتبال اهل اسپانیا است.
از باشگاه‌هایی که در آن بازی کرده‌است می‌توان به باشگاه فوتبال اسپورتینگ خیخون اشاره کرد.